# Тарко Максим Теодорович
Тарко Максим Теодорович (11 вересня 1897, Чернівці — (?).06.1941, Чернівці) — юрист, громадсько-політичний діяч, десятник  УСС, четар УГА.

## Життєпис

### Родина та навчання
Народився в Чернівцях в родині Євгенії та Теодора Тарка, урядовця Чернівецького магістрату, мирового судді, активного українського громадсько-політичного діяча, члена екзекутиви Української Національної Партії. Зять Євгена Жуковського. З 1908/1909 навчального року навчався у 2-й державній німецько-українській гімназії в Чернівцях.

### У лавах Легіону Українських Січових Стрільців та Української Галицької Армії
Добровольцем вступив до українського легіону 16.11.1914 р., був висланий асентирунковою комісією до коша УСС у Відні Відправився на фронт  22.02.1915 р., брав участь у перших боях УСС на галицькій землі. Через хворобу з 03.04.1915 р. перебував у шпиталі, повернувся до запасної сотні УСС 14.06.1915. Відправився на фронт 25.11.1915 р., 11.12.1915 р. представлений до іменування вістуном (Legionskorporal). Поранений у боях над р. Лисоня 05.09.1916 р., іменований вістуном УСС 05.09.1916 р. Відійшов до запасної сотні 28.10.1916, звідки 11.11.1916 р. був відправлений до закладу для виздоровців у Мараморошськиму Сиґеті. Представлений до іменування десятником (Legionszugsführer) 20.11.1916 р., іменований  десятником УСС з 16.01.1917 р. У боях УСС під Конюхами наприкінці 06.1917 р. отримав поранення. Після розвалу Австро-Угорської монархії став на службу в українське військо як хорунжий УГА. З 01.03.1919 р. іменований четарем піхоти 2-го корпусу УГА. Брав участь в бойових діях УГА в Галичині і на Наддніпрянщині у складі 1-ї (УСС) бригади.

### Участь у громадсько-політичній діяльності
Повернувся в Чернівці навесні 1920 р. Студіював на юридичному факультеті Чернівецького університету, здобувши також і економічну вищу освіту. Член українського академічного товариства «Союз», з 1921 р. разом із В. Руснаком представляв УАТ «Союз» в «Комітеті Українського Студентства Буковини», який у 1921—1925 рр. координував діяльність українських студентських товариств «Союз», «Запороже» і «Православна Академія». Голова економічної комісії КУСБ. Разом з І. Данилюком представляв КУСБ на 3-му Всестудентському з'їзді у Празі влітку 1922 р., на якому він брав участь в заснуванні ЦЕСУС-у. Після закриття румунською владою УАТ «Союз» та «Новий Союз» в 11.1921 р. член УАТ «Січ», а після закриття «Січі» в 01.1923 р. член українського академічного козацтва «Чорноморе». З 1923 р. член іспитової комісії для козацьких іспитів, почесний батько УАК «Чорноморе». В 04.1924 р. «Товариство Української Молоді в Нью Йорку» внесло М. Тарка до списку тих 400 українських студентів, на навчання яких збиралася допомога від українців з цілого світу. Змушений був перервати вищі студії, вдруге записався на правничі студії в Чернівцях 01.12.1927 р. Студентом  мешкав у батьківському будинку за адресою вул. Руська 116-б.
Закінчивши вищі студії, фінансовим референтом у Чернівцях. Провідний член Української Національної Партії в Румунії (голова В. Залозецький), обраний членом вужчої екзекутиви партії на конгресі УНП в Чернівцях 18.11.1928 р. Влітку 1934 р. очолив рух проти запровадження тоталітарного режиму в УАК «Чорноморе» тогочасним головою Д. Квітковським. Унаслідок конфлікту на коші «Чорноморя», під час якого фізично постраждав М. Тарко, була скликана Надзвичайна генеральна козацька рада, яка виключила Д. Квітковського та його однодумців з членів УАК «Чорноморе» і вони перейшли в новозасноване товариство «Залізняк».
Після смерті в 1936 р. дружини Лялі, дочки Євгена Жуковського, доглядав сина Богдана, мешкаючи за адресою вул. Кишинівська, 9. За часів більшовицької влади працював помічником проректора Чернівецького державного університету з господарської частини, виконуючи обов'язки завідувача постачанням університету.

### Смерть
Заарештований  УНКДБ Чернівецької обл. 24.06.1941 р. за звинуваченням в участі в ОУН за ст. ст. 54-1 «а» та 54-11 КК УРСР. Перебував під слідством у внутрішній в'язниці УНКДБ. Розстріляний в останніх днях 06.1941 р. в Чернівецькій в'язниці № 1 згідно з наказом наркома НКДБ УРСР П. Я. Мешика. У розстрільному списку № 1 по Чернівецькій обл. стверджується, що М. Тарко як член ОУН буцімто мав псевдо «Богдан», і що він не зізнався в пред'явлених йому звинуваченнях. Справу припинено УКДБ при РМ УРСР по Чернівецькій області 27.12.1963 р. за відсутністю складу злочину. Реабілітований Чернівецькою обласною прокуратурою 19.06.1996 р. Як і інших жертв більшовицького терору, розстріляних на початку радянсько-німецької війни, його було поховано в безіменних ровах у кінці Руського цвинтаря в Чернівцях. На гробівці родини Тарків в 41-му кварталі Руського цвинтаря  вибито меморіальний напис з хибною датою смерті: «Тарко Максим 1897—1940».